# FreuD euch
FreuD euch je sedmé sólové studiové album německé zpěvačky Niny Hagen. Vyšlo v roce 1995 a vedle autorských písní obsahuje rovněž coververzi písně „Sunday Morning“ od americké skupiny The Velvet Underground. Zpěvačka píseň nazpívala v německém jazyce. Jedním z producentů alba byl také Ralf Goldkind, který je spoluautorem několika písní a hrál zde na různé nástroje. Dále zde hrál například Dee Dee Ramone ze skupiny Ramones.

## Seznam skladeb
| Pořadí | Název                         | Autor                     | Délka |
| ------ | ----------------------------- | ------------------------- | ----- |
| 1.     | (Another Junkie) Einfach Nina | Nina Hagen                | 1:20  |
| 2.     | Lass Mich in Ruhe!            | Hagen, Dee Dee Ramone     | 1:48  |
| 3.     | Stacheldraht                  | Hagen                     | 2:50  |
| 4.     | Tiere                         | Hagen, Ralf Goldkind      | 3:27  |
| 5.     | Zero Zero U.F.O.              | Hagen, Ramone             | 2:34  |
| 6.     | Gloria Halleluja Amen         | Hagen, Goldkind           | 1:45  |
| 7.     | Geburt                        | Hagen, Goldkind           | 3:40  |
| 8.     | Sonntag Morgen                | Lou Reed, John Cale       | 3:27  |
| 9.     | Abgehaun                      | Hagen, Ramone             | 3:41  |
| 10.    | Freiheitslied                 | Hagen                     | 3:19  |
| 11.    | Wende                         | Hagen                     | 1:59  |
| 12.    | Kunst                         | Hagen                     | 2:41  |
| 13.    | Riesenschritt                 | Carole King, Gerry Goffin | 3:04  |
| 14.    | Sternmädchen                  | Hagen, Ramone             | 2:49  |
| 15.    | Elefantengott Jai Ganesh      | Goldkind, Rai Das         | 2:57  |

## Obsazení
- Nina Hagen – zpěv
- Chris Hughes – baskytara, kytara
- Dee Dee Ramone – kytara
- Ralf Goldkind – kytara, baskytara, klávesy, programování
- Fred Thurley – kytara
- David Nash – programování
- Rai Das – hluk
- Andy Birr – perkuse